# MDMA
亚甲二氧甲基苯丙胺（3,4-亚甲二氧甲基苯丙胺，简称MDMA），属于苯丙胺类兴奋剂，是一种精神药物，常用作娛樂性藥物。預期效應有增加同理心及欣快感，也會有感覺增強的效果。若口服的話，藥效會在30至45分鐘後開始，且持續三至六個小時，有時會用吹藥或是吸食的方式服藥。2017年為止，還沒有MDMA的適應症,但在临床试验中，它被发现可有效治疗自闭症谱系障碍中的创伤后应激障碍和社交焦虑症。
MDMA的不良反應包括上癮、記憶問題、偏執、失眠、磨牙、視力模糊、流汗、心跳过速等症狀，使用MDMA也可能會造成抑郁及疲勞。已有使用MDMA後因為體温過高及脫水而死亡的案例。MDMA是血清素-去甲腎上腺素-多巴胺釋放劑（SNDRA），也是5-羟色胺、去甲肾上腺素和多巴胺再摄取抑制剂（SNDRI），對大腦中的神经递质血清素、多巴胺及去甲肾上腺素有釋放作用，也有再摄取抑制的作用，是兴奋剂也是致幻效果。攝取MDMA後，一開始會讓神经递质的濃度上昇，之後會有短期的濃度下降。MDMA屬於亚甲二氧基苯乙胺衍生物藥物，也是安非他命類藥物。
MDMA在1912年首次製備，在1970年代是用在心理治療的輔助使用，而在1980年代開始成為毒品。MDMA常被認爲和舞會、銳舞、電子舞曲有關，而且常混合麻黃鹼、安非他命、甲基安非他命等一起販售。2014年在15至64歲的人當中，約有900萬至2900萬人使用MDMA（佔世界總人口的0.2%至0.6%）。此一比例和使用可卡因、安非他命類藥物、鴉片類藥物的比例相當，但比使用大麻的人數要少。2010年全美國有90萬人使用MDMA。MDMA經常被用來制作搖頭丸，也是摇头丸的主要成分之一。
MDMA在大部份國家都不是合法的藥物，有時為了研究需求，允許有限度的使用，目前有研究在探討小劑量的MDMA是否有助於治療嚴重且難治的創傷後壓力症候群（PTSD），美国食品药品监督管理局在2016年3月允許MDMA的第3階段臨床試驗，探討其效果及安全性，並在2017年8月時將MDMA列為創傷後壓力症候群的突破性治療藥物

## 歷史
在實驗室人工合成約兩年後，MDMA在1914年12月24日由德國默克大药厂申請到專利。當時，默克藥廠有系統地生產合成化學物質，並且大規模地申請專利。這些由默克生產的眾多化學物質都被認為有相當大的潛力，以應用在人類健康方面。MDMA在這眾多合成化學品被遺忘了好幾年乏人問津。
在這期間，MDMA曾被拿来当成食欲抑制剂或是在战时给士兵的兴奋剂，隨後發現有嚴重副作用如上癮、引發流血不止、高血壓、心臟病及肌肉壞死等，醫學界才棄用，目前，可算沒有一個正式的醫學用途。美国陆军在1950年代中期曾经对摇头丸以及其他药物做了毒性测试。这项研究被叫做EA-1475（EA是Edgewood Arsenal的缩写）。直到1969年这项研究才被披露。亚历山大·舒尔金博士是第一位让亚甲二氧甲基苯丙胺被大众知晓的人，他建议将亚甲二氧甲基苯丙胺用在某些疗程上，并且把这个药物取名“窗口”。他发现亚甲二氧甲基苯丙胺跟某些肉豆蔻植物内的成份类似，都有影响脑波的作用。心理治疗师广泛地使用亚甲二氧甲基苯丙胺（尤其是在美国西岸）一直到80年代被列管才停止。
1980年代中期起，亚甲二氧甲基苯丙胺（MDMA）在美國被列為管制藥物。一開始是在德州達拉斯附近雅痞的酒吧裡盛行，然後風行到同志酒吧、電音酒吧，然後躍上主流社群中。1990年代，銳舞電音（rave）起來之時，摇头丸也開始在大學生以及年輕成年人之間流行起來，最後蔓延到高中生。MDMA很快地就變成美國最被廣泛使用的四種非法藥物之一（其他三種是古柯碱、海洛英以及大麻）。

## 娱乐用途
台灣常見的稱呼還包括“搖頭丸”、“快樂丸”、“衣服”（取 Ecstasy 第一個字母的發音）、“上面”（衣服是穿在上面的），在香港及南亚等地，这种药则被称为“Fing6（揈）頭丸”、“快乐神”、“劲乐丸”、“狂喜”、“迪士高饼干”等；在其他地区，最常见的称谓是Molly、Ecstasy（忘我）、Adam（亚当）、Dollar、Fido、Bomb等.

## 物理与化学性质
游離鹼態的MDMA係不溶於水的無色油狀液體。MDMA最常見的存在形式為其水溶性的鹽酸鹽，純淨時呈白色（米白色）粉末狀或晶體狀。

### 合成
MDMA的關鍵前體系3,4-亚甲二氧苯基-2-丙酮（3,4-methylenedioxyphenyl-2-propanone），多以胡椒醛及黃樟素為原料製得。現存在多種經黃樟素合成MDMA的路徑，其中一種為在強鹼存在下令黃樟素異構化為異黃樟腦後氧化，即得MDP2P；另一途徑則藉由瓦克尔法在鈀的催化下直接氧化黃樟素，其產物經還原胺化轉變為MDMA的消旋體。以溴化氫處理黃樟素後與甲胺加合亦可形成MDP2P。

### 產量
MDMA的生產一般僅使用相對較少的黃樟油。巴西黃樟（Ocotea cymbarum）的精油通常含有80%~94%的黃樟素，因此500ml的精油即能滿足生產150g~340gMDMA的需求。

## 药代动力学

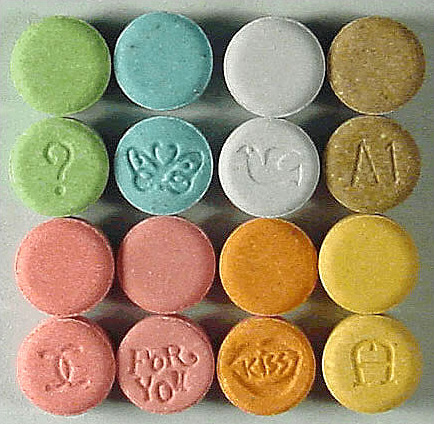
搖頭丸通常是丸狀的，並印有字母或圖案。

### 神经作用
血清素是一种负责控制情绪及快乐的化学物质，许多人相信亚甲二氧甲基苯丙胺（MDMA）最主要的作用是把脑中的血清素反常地输送到突觸間隙去。它同时也提升多巴胺以及甲肾上腺激素。这些作用主要归结于单胺类，SERT（5-羟色胺转运体）、DAT（多巴胺转运体）以及正肾上腺素转运体对亚甲二氧甲基苯丙胺（MDMA）的反应。MDMA的化學構型與血清素類似，故能通過SERT，進入serotoninergic neuron中抑制Vesicular monoamine transporter，干擾血清素包入突觸小泡。接著，游離的血清素不再經由胞吐作用進入突觸間隙，而是通過SERT直接進入。多巴胺和正腎上腺素的機制與血清素類似，差異只在於MDMA和多巴胺及正腎上腺素的結構不似血清素相像。
除了一些杂质的危害之外，吸食亚甲二氧甲基苯丙胺（MDMA）主要的风险是神精过敏以及脫水。就像安非他明，亚甲二氧甲基苯丙胺（MDMA）可能会破坏身体的正常干渴和精疲力尽等的反应。

### 长期作用
亚甲二氧甲基苯丙胺（MDMA）既可以在服用後變得興奮，在藥力過後，亦會使服用者有一種失落感。這是因為藥物影響到大腦對血清素的自然分泌減少所引致的後果，所以若長期服用亚甲二氧甲基苯丙胺（MDMA），可能會引致服用者產生急性或慢性的抑鬱症。然而，有科學家卻認為，我們現時對於情緒及血清素水平的關係還未清晰，而對於血清素在人體內的連鎖反應及代謝過程亦不清晰。
一些实验表明，持续使用在非常大剂量也许导致5-羟色胺细胞对大脑造成损坏，可能是因为多巴胺被输入5-羟色胺细胞，再代谢成氢氧化物，造成对5-羟色胺细胞的内部的氧化作用的损伤。这个作用在被老鼠脑子里做了试验，当大量的摇头丸长期被注入体内（通常是人类的一到二倍），动物细胞的5-羟色胺变得凋枯和无用。 
也有些实验性证据表明长期服用摇头丸的人将面临记忆困难。但是，这样的研究结果受到质疑，原因是食用摇头丸的人更有可能采取了其他的药物，甚至滥用的各种各样的化学制品。
至2007年8月15日，美國科學家證實甲基苯丙胺能降低大腦的生理防禦能力，破壞人體內的膠質細胞衍生營養因子（GDNF），使人容易患上帕金森症和生理上癮。

### 机体反应
除吸食者想要达到的
- 視聽幻覺

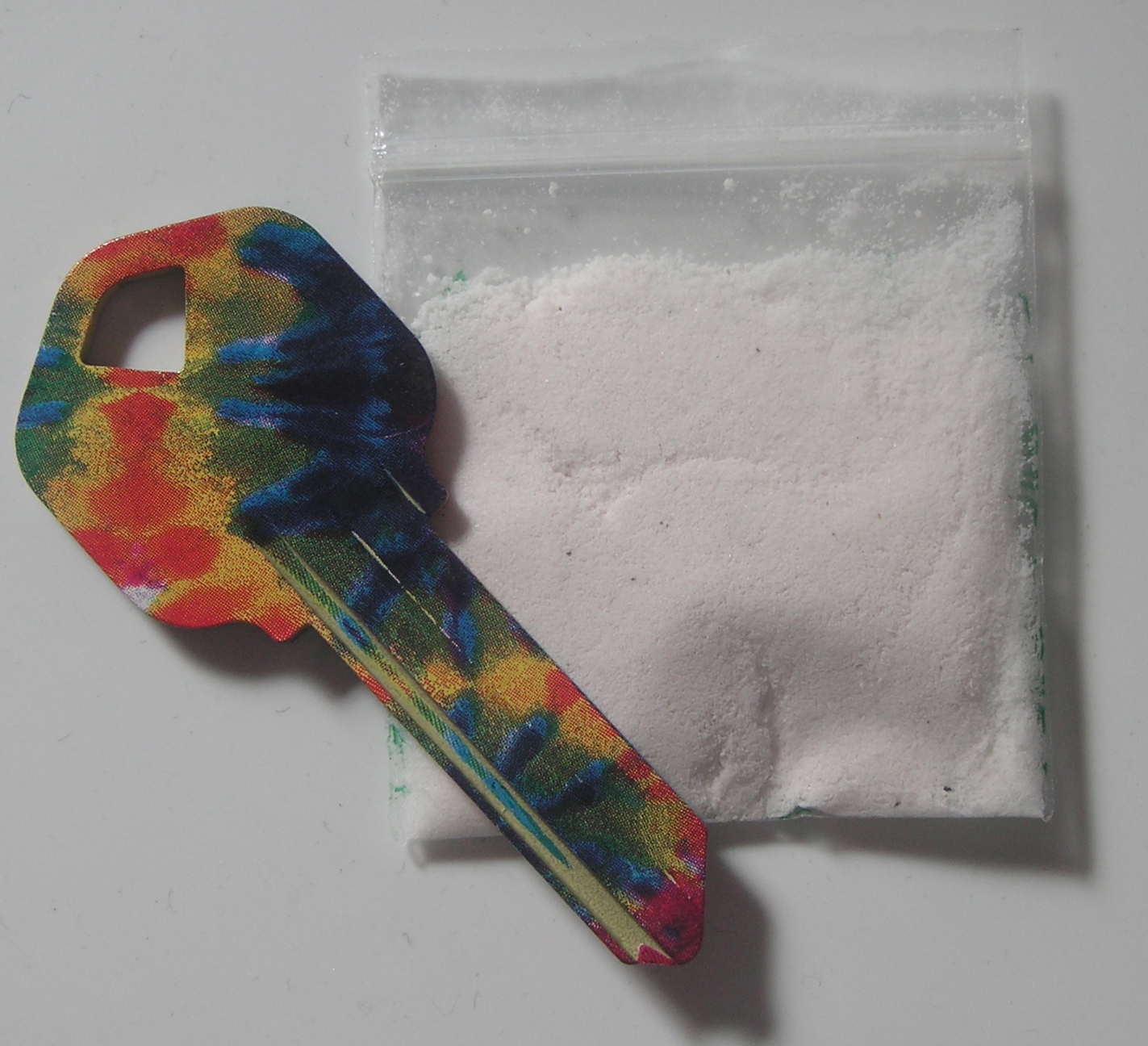
一包MDMA以及一把用来辅助吸食的钥匙

- 瞳孔扩张，以及对光的敏感性和颜色悟性的影响。
- 快门视觉（眼颤）
- 味覺錯亂

其他效果还包含：
- 手汗增加大量出汗
- 心率频繁及不正常
- 肌肉抽搐
- 語言紊亂
- 脫水
- 頻尿
- 破壞GDNF（人體內的膠質細胞衍生營養因子）
- 凝血障礙
- 高血壓
- 心臟病
- 緊張
- 肌肉壞死
- 精神失常
- 情緒失控
- 記憶減退
- 抑制食慾
- 喪失注意力及专注力
- 疼痛
- 磨牙抽筋
- 腎衰竭
- 上癮
- 神經系統永久損傷
- 血液離子濃度失衡
- 死亡

## 腳註
1. ↑  The FDA's "breakthrough therapy" designation is not intended to imply that a drug is actually a "breakthrough" or that there is high-quality evidence of treatment efficacy for a particular condition;[18][19]rather, it allows the FDA to grant priority review to drug candidates if preliminary clinical trials indicate that the therapy may offer substantial treatment advantages over existing options for patients with serious or life-threatening diseases.[19][20]

## 外部連結
- . 文匯報. 2007-09-04  [2009-11-24]. （原始内容存档于2020-12-20） （中文）.
- 搖頭丸毒害真相 （页面存档备份，存于） - 社區藥物教育輔導會